# 81 (число)
81 (вісімдеся́т оди́н) — натуральне число між 80 і 82.

## Математика
- Квадрат числа 9
- 4-та ступінь числа 3
- 10-е число хардаш

## У науці
- Атомний номер Талію
- У Новому загальному каталозі позначається об'єкт NGC 58 — галактика типу S (спіральна галактика) у сузір'ї Андромеда.
- У Каталозі Мессьє позначається об'єкт Мессьє M81 — спіральна галактика типу Sb у сузір'ї Велика Ведмедиця.

## В інших сферах
- 81 рік; 81 рік до н. е., 1981 рік
- ASCII-код символу «Q»
- Персональний комп'ютер Sinclair ZX81
- Міжнародний телефонний код Японії